# Taj Hotels Resorts and Palaces

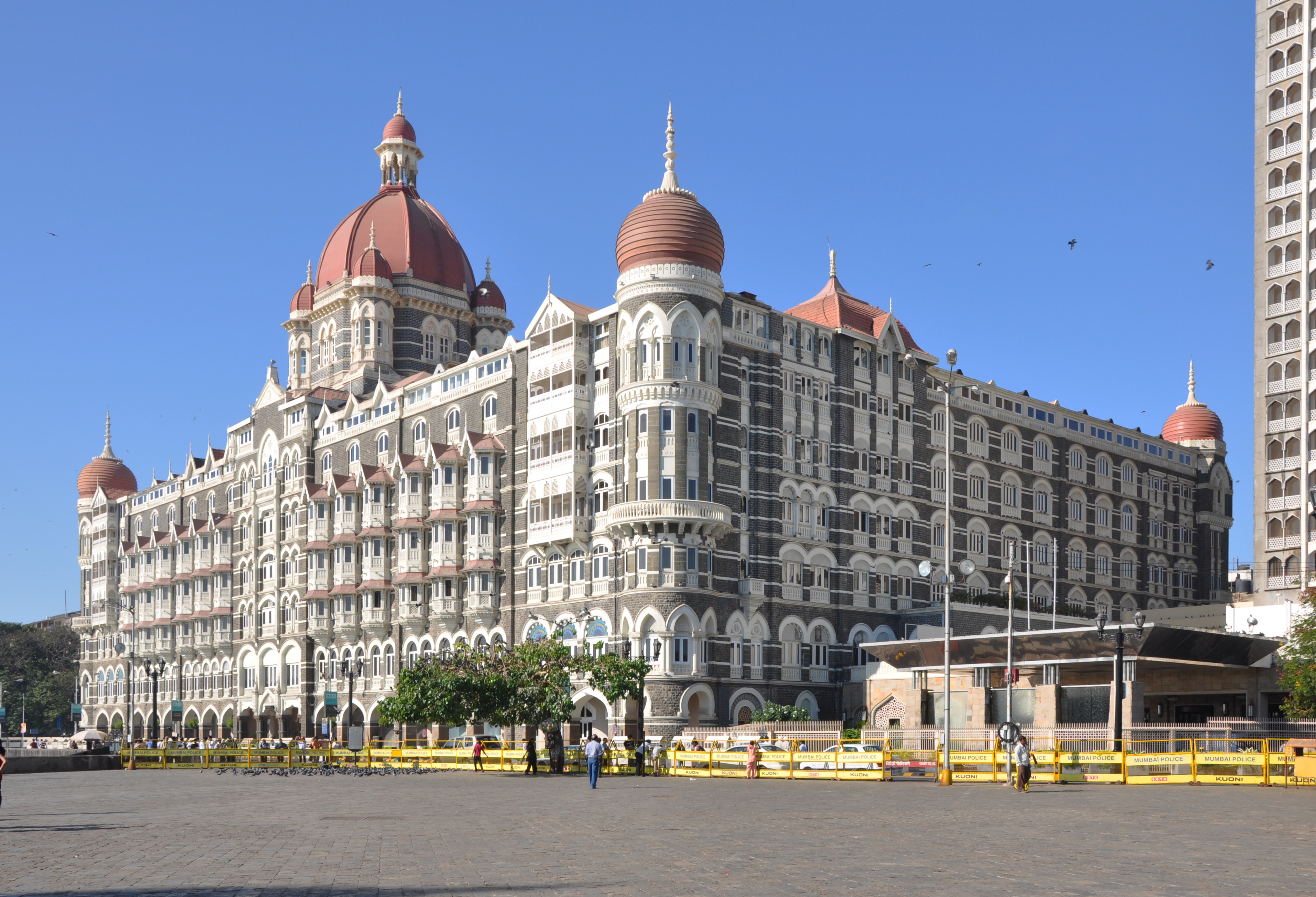
Le Taj Mahal Palace Hotel à Bombay, premier hôtel de la chaine.

Taj Hotels Resorts and Palaces est une chaîne indienne d'hotels et de résidence basée à Oxfor House à Bombay. Elle fait partie du groupe Tata, un des plus grands groupes indiens.
Elle gère 93 hôtels dans 55 villes en Inde et 16 hôtels à l'étranger : îles Maldives, Malaisie, Australie, Royaume-Uni, États-Unis, Bhoutan, Sri Lanka, Afrique et Moyen-Orient. Elle emploie plus de 13 000 collaborateurs.
Le groupe est en particulier propriétaire de l'hôtel de luxe new yorkais The Pierre.

## Historique
Jamshetji Nusserwanji Tata, fondateur du groupe Tata, ouvrit son premier hôtel, le Taj Mahal Palace & Tower, à Bombay le 16 décembre 1903.
Cet hôtel s'ouvre sur la mer d'Arabie. Il avait décidé d'ouvrir cet hôtel de luxe après s'être vu refuser l'entrée de l'hôtel Watson qui n'était permise qu'aux Européens, discrimination habituelle dans l'Inde britannique .
Jamshetji Tata parcouru l'Europe pour acheter des meubles, aménagements et œuvres d'art pour faire de son hôtel un hôtel de luxe 

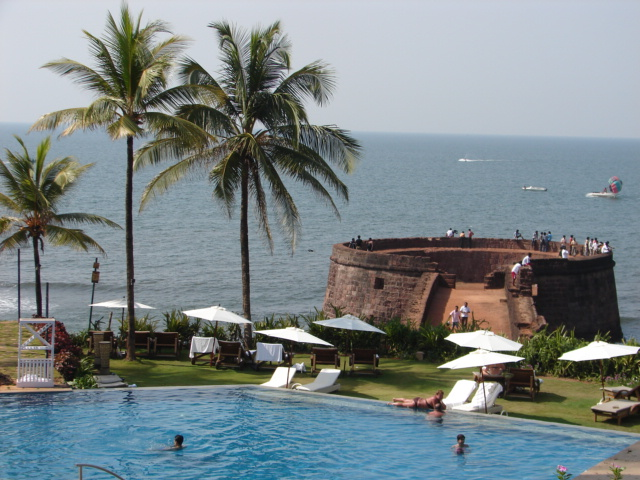
L'hotel Fort Aguada construit par la chaîne à Goa en 1974.

Après l'Indépendance de l'Inde, le groupe Taj racheta tout ou partie d'anciens palais de maharajas pour les transformer en hôtel de luxe. Tels que par exemple le Lake Palace hotel à Udaipur, le Rambagh Palace à Jaipur et le Umaid Bhawan Palace à Jodhpur. En 1974, le groupe ouvrit son premier hotel international cinq étoiles, le Fort Aguada Beach Resort à Goa.
À compter de 1970, le groupe a racheté ou construit de nombreux hôtels de luxe en Inde et à l'étranger.